# Neoscutops cariri
Neoscutops cariri är en tvåvingeart som beskrevs av Dalton de Souza Amorim 1990. Neoscutops cariri ingår i släktet Neoscutops och familjen savflugor. Inga underarter finns listade i Catalogue of Life.